# Trois-Rivières (circonscription fédérale)
Pour les articles homonymes, voir Trois-Rivières (homonymie).
Circonscription électorale fédérale du Canada
Trois-Rivières est une circonscription électorale fédérale au Québec (Canada).

## Géographie
La circonscription se trouve dans la région québécoise de la Mauricie. Elle comprend les secteurs Cap-de-la-Madeleine, Trois-Rivières (anciennes limites) et Trois-Rivières-Ouest de la ville de Trois-Rivières.
Les circonscriptions limitrophes sont Berthier—Maskinongé, Saint-Maurice—Champlain et Bécancour—Nicolet—Saurel—Alnôbak.

## Historique
La circonscription de Trois-Rivières existe sous ce nom exact de 1867 à 1896, de 1935 à 1972 et depuis 1979. De 1972 à 1979, son nom est officiellement Trois-Rivières Métropolitain. Lors du redécoupage électoral de 2013, la circonscription s'agrandit du secteur de Trois-Rivières-Ouest, auparavant dans Berthier-Maskinongé, mais perd les secteurs de Sainte-Marthe-du-Cap et de Saint-Louis-de-France, au profit de Saint-Maurice—Champlain.

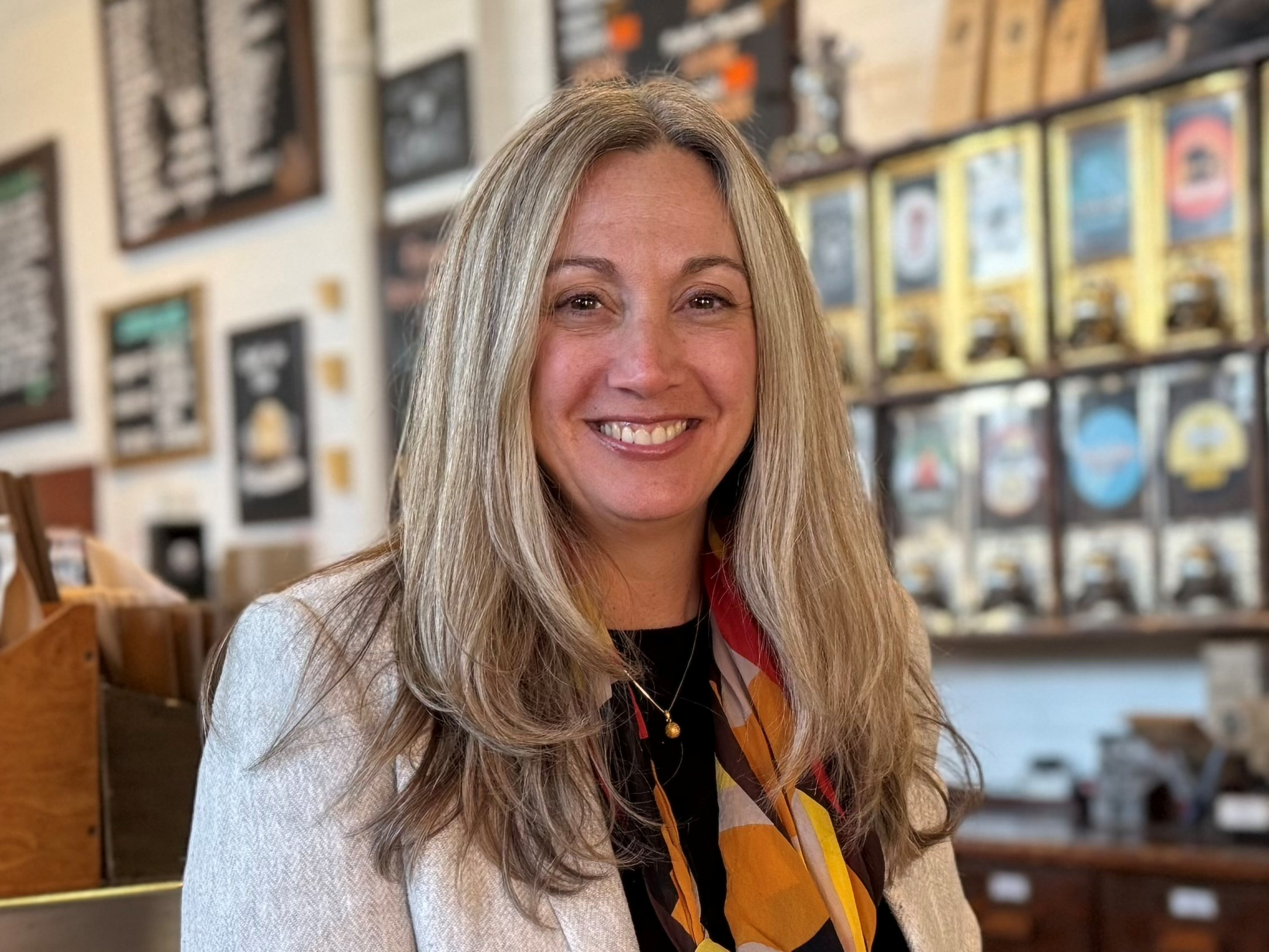
Caroline Desrochers, députée actuelle.

Lors du redécoupage électoral de 2022-2023, la circonscription conserve ses limites.

## Liste des députés
| Législature                                             | Années        | Député                              | Parti | Parti                     |
| ------------------------------------------------------- | ------------- | ----------------------------------- | ----- | ------------------------- |
| Trois-Rivières                                          |               |                                     |       |                           |
| 1e                                                      | 1867–1868     | Louis-Charles Boucher de Niverville |       | Conservateur              |
| 1e                                                      | 1868–1872     | William McDougall                   |       | Conservateur              |
| 2e                                                      | 1872–1874     | William McDougall                   |       | Conservateur              |
| 3e                                                      | 1874–1878     | William McDougall                   |       | Conservateur              |
| 4e                                                      | 1878–1882     | William McDougall                   |       | Conservateur              |
| 4e                                                      | 1878–1882     | Hector-Louis Langevin               |       | Conservateur              |
| 5e                                                      | 1882–1887     | Hector-Louis Langevin               |       | Conservateur              |
| 6e                                                      | 1887–1891     | Hector-Louis Langevin               |       | Conservateur              |
| 7e                                                      | 1891–1896     | Hector-Louis Langevin               |       | Conservateur              |
| Fusionnée à Trois-Rivières-et-Saint-Maurice             |               |                                     |       |                           |
| Trois-Rivières issue de Trois-Rivières-et-Saint-Maurice |               |                                     |       |                           |
| 18e                                                     | 1935–1940     | Wilfrid Gariépy                     |       | Libéral                   |
| 19e                                                     | 1940–1945     | Robert Ryan                         |       | Libéral                   |
| 20e                                                     | 1945–1949     | Wilfrid Gariépy                     |       | Indépendant               |
| 21e                                                     | 1949–1953     | Léon Balcer                         |       | Progressiste-conservateur |
| 22e                                                     | 1953–1957     | Léon Balcer                         |       | Progressiste-conservateur |
| 23e                                                     | 1957–1958     | Léon Balcer                         |       | Progressiste-conservateur |
| 24e                                                     | 1958–1962     | Léon Balcer                         |       | Progressiste-conservateur |
| 25e                                                     | 1962–1963     | Léon Balcer                         |       | Progressiste-conservateur |
| 26e                                                     | 1963–1965     | Léon Balcer                         |       | Progressiste-conservateur |
| 27e                                                     | 1965–1968     | Joseph-Alfred Mongrain              |       | Indépendant               |
| 28e                                                     | 1968–1971     | Joseph-Alfred Mongrain              |       | Libéral                   |
| 28e                                                     | 1971–1972     | Claude G. Lajoie                    |       | Libéral                   |
| Trois-Rivières Métropolitain                            |               |                                     |       |                           |
| 29e                                                     | 1972–1974     | Claude G. Lajoie                    |       | Libéral                   |
| 30e                                                     | 1974–1979     | Claude G. Lajoie                    |       | Libéral                   |
| Trois-Rivières                                          |               |                                     |       |                           |
| 31e                                                     | 1979–1980     | Claude G. Lajoie                    |       | Libéral                   |
| 32e                                                     | 1980–1984     | Claude G. Lajoie                    |       | Libéral                   |
| 33e                                                     | 1984–1988     | Pierre H. Vincent                   |       | Progressiste-conservateur |
| 34e                                                     | 1988–1993     | Pierre H. Vincent                   |       | Progressiste-conservateur |
| 35e                                                     | 1993–1997     | Yves Rocheleau                      |       | Bloc québécois            |
| 36e                                                     | 1997–2000     | Yves Rocheleau                      |       | Bloc québécois            |
| 37e                                                     | 2000–2004     | Yves Rocheleau                      |       | Bloc québécois            |
| 38e                                                     | 2004–2006     | Paule Brunelle                      |       | Bloc québécois            |
| 39e                                                     | 2006–2006     | Paule Brunelle                      |       | Bloc québécois            |
| 40e                                                     | 2008–2011     | Paule Brunelle                      |       | Bloc québécois            |
| 41e                                                     | 2011–2015     | Robert Aubin                        |       | Néo-démocrate             |
| 42e                                                     | 2015–2019     | Robert Aubin                        |       | Néo-démocrate             |
| 43e                                                     | 2019–2021     | Louise Charbonneau                  |       | Bloc québécois            |
| 44e                                                     | 2021–2025     | René Villemure                      |       | Bloc québécois            |
| 45e                                                     | 2025–en cours | Caroline Desrochers                 |       | Libéral                   |

## Résultats électoraux

### Tendances

#### Répartition des voix obtenu par les principaux partis
| |
| - Parti libéral - Parti conservateur - NPD - Bloc québécois - Parti vert - Parti populaire - Alliance canadienne - Crédit social |

#### Majorité en voix du parti arrivé en tête
De 1974 à 1993 les majorités obtenues par les partis arrivés en tête sont systématiquement supérieures à 10 000 voix. En 1997 et 2000 le Bloc québécois remporte la circonscription avec une marge beaucoup plus faible sur le Parti libéral du Canada. Dans les années 2000 les majorités obtenues par le Bloc augmentent à nouveau. En 2011 le NPD obtient une nette victoire et une majorité importante (14 994 voix) alors qu'une vague orange balaie le Québec. 
À partir de 2015 la circonscription devient extrêmement compétitive, alors que le NPD (en 2015) puis le Bloc québécois (en 2019 et 2021) obtiennent de très courtes victoires.
|                                                                    |
| Les élections partielles sont surlignées en gris sur le graphique. |

### Résultats détaillés
|       | Candidat               | Parti             | # de voix | % des voix |
|       | Dominic Therrien       | Conservateur      | +11 231,  | 18,58 %    |
|       | André Valois           | Bloc québécois    | +10 249,  | 16,95 %    |
|       | Yvon Boivin            | Libéral           | +18 297,  | 30,26 %    |
|       | (sortant) Robert Aubin | NPD               | +19 193,  | 31,74 %    |
|       | Éric Trottier          | Vert              | +01 130,  | 1,87 %     |
|       | Maxime Rousseau        | Parti libertarien | +00360,   | 0,6 %      |
| Total | Total                  | Total             | 60 460    | 100 %      |

|       | Candidat           | Parti            | # de voix | % des voix |
|       | Pierre Lacroix     | Conservateur     | +06 205,  | 12,32 %    |
|       | (x) Paule Brunelle | Bloc québécois   | +11 987,  | 23,8 %     |
|       | Patrice Mangin     | Libéral          | +03 617,  | 7,18 %     |
|       | Robert Aubin       | NPD              | +26 981,  | 53,57 %    |
|       | Louis Lacroix      | Vert             | +00972,   | 1,93 %     |
|       | Francis Arsenault  | Parti Rhinocéros | +00256,   | 0,51 %     |
|       | Marc-André Fortin  | Indépendant      | +00346,   | 0,69 %     |
| Total | Total              | Total            | 50 364    | 100 %      |

|       | Candidat           | Parti          | # de voix | % des voix |
|       | Claude Durand      | Conservateur   | +11 998,  | 24,24 %    |
|       | (x) Paule Brunelle | Bloc québécois | +22 405,  | 45,27 %    |
|       | Marcos G. Simard   | Libéral        | +09 008,  | 18,2 %     |
|       | Geneviève Boivin   | NPD            | +04 544,  | 9,18 %     |
|       | Ariane Blais       | Vert           | +01 540,  | 3,11 %     |
| Total | Total              | Total          | 49 495    | 100 %      |